# Множина Віталі
Множина́ Віта́лі — історично перший приклад множини, що не має міри Лебега (невимірна множина). Цей приклад опублікував 1905 року італійський математик Джузепе Віталі.

## Історія
1902 року Анрі Лебег у своїх лекціях «Leçons sur l'intégration et la recherche des fonctions primitives», сформулював теорію міри і гадав, що вона може бути застосована до довільної обмеженої множини. Але поява контрприкладів розвіяла ці сподівання. Побудова таких невимірних множин завжди спирається на аксіому вибору.

## Побудова
Введемо відношення еквівалентності {\displaystyle \sim } на відрізку {\displaystyle [0,\;1]}:
{\displaystyle x\sim y\quad \iff \quad (x-y)\in \mathbb {Q} } (дійсні числа еквівалентні, якщо їх різниця є раціональним числом).
Виберемо із кожного класу еквівалентності по одному елементу (тут ми користуємося аксіомою вибору), отримана множина {\displaystyle E} буде невимірною.
Справді, якщо зсунути множину {\displaystyle E} зліченну кількість разів на всі раціональні числа з відрізка {\displaystyle [-1,\;1]}, то об'єднання таких множин буде включати весь відрізок {\displaystyle [0,\;1]} і саме буде включене у відрізок {\displaystyle [-1,\;2]}.
Припустимо, що множина {\displaystyle E} має міру Лебега. Тоді можливі 2 випадки:
- Міра {\displaystyle E} дорівнює нулю. Тоді міра відрізка {\displaystyle [0,\;1]} (як зліченного об'єднання множин міри нуль) теж дорівнює нулю, що суперечить визначенню міри.
- Міра {\displaystyle E} більша нуля. Тоді, аналогічно, міра відрізка {\displaystyle [-1,\;2]} буде нескінченною, що знову суперечить визначенню.

В обох випадках приходимо до суперечності. Отже, множина Віталі не має міри Лебега.